# 都怒我阿羅斯等
都怒我阿羅斯等（つぬがあらしと）或名于斯岐阿利叱智于岐（うしきありしちかんき），乃《日本書紀》中記載來自古朝鮮意富加羅國皇子，今福井縣「敦賀市（つるが）」之地名起源於此。

## 概要

### 日本書紀之記載
《日本書紀》卷第六垂仁天皇2年記錄任那人蘇那曷叱知及意富加羅國（おほからのくに，即伽倻）王子都怒我阿羅斯等（つぬがあらしと，該書又云別名「于斯岐阿利叱智干岐（うしきありしちかんき）」）的故事。蘇那曷叱知晉見垂仁天皇後，帶回後者賞賜之赤絹一百匹欲獻任那國王，中途卻被新羅人搶走禮物，兩國之紛爭肇始於此。另有一自稱意富加羅國王子都怒我阿羅斯等乘舟抵越國笥飯浦，希望歸順天皇。但剛好遇到崇神天皇駕崩，三年後他向垂仁天皇表達返回故鄉之意，賜赤織絹並更改其國號為彌摩那（みまな，即任那）。新羅人聽到都怒我阿羅斯等帶回赤織絹，起兵搶奪之，故兩國互生嫌隙。照這兩個故事看來，蘇那曷叱智及都怒我阿羅斯等實為同一人。
某日有隻黃牛駝著耕田器具消失，都怒我阿羅斯等循跡找到郡中一戶人家。這時有位老人說此牛應該被殺食了，戶主會提出以物賠償之議，則要求以郡內祭神賠償。後來果真如老者所言，黃牛已被殺且戶主希望以物賠償，阿羅斯等便要求郡內祭神，乃一白石也。這顆神石被置於寢室內，化成一美麗童女，但在阿羅斯等去別處時離開，朝著東方走。童女飄洋過海入日本國，在難波（今大阪市）及豐國國前郡（今大分縣）成為比賣語曾社神。

## 関連事項
- 阿加流比賣神
- 天日槍
- 蘇那曷叱知

## 脚注
1. ↑  請見《岩波文庫：日本書紀（二）》，坂本太郎、井上光貞、家永三郎、大野晉合著，岩波書店，補注6。

## 外部連結
- （日語）塚田敬章：帰化人の真実 （页面存档备份，存于）